# جو آلوز
جو آلوز (انگلیسی: Joe Alves؛ زادهٔ ۲۱ مهٔ ۱۹۳۶) کارگردان فیلم و طراح تولید اهل ایالات متحده آمریکا است.
وی کارگردان فیلم سه بعدی آرواره‌ها ۳ بوده است.